# Abdullah Jamali
Abdullah Jamali (* 23. Mai 1992) ist ein kuwaitischer Fußballschiedsrichter. Seit 2019 steht er auf der Liste der FIFA-Schiedsrichter sowie seit 2023 auch als Videoschiedsrichter.

## Karriere
Das erste bekannte Länderspiel, was er leitete, war ein Freundschaftsspiel zwischen Saudi-Arabien und Äquatorialguinea Ende März 2019.
Anschließend leitete er auch ein Spiel in der Qualifikation für die U-20-Asienmeisterschaft 2023 und kam auch bei der dortigen Endrunde in zwei Gruppenspielen sowie einem Halbfinale zum Einsatz. Auch im Jahr 2023 leitete er ein Spiel beim Golfpokal 2023 und war als Videoschiedsrichter bei der U-17-WM dabei. Zudem übernahm er die Leitung bei einem Gruppenspiel des Fußballturniers bei den Südostasienspielen 2023.
Für die Asienmeisterschaft 2024 wurde er als leitender Schiedsrichter nominiert und wird hier von Ahmad Abbas und Abdulhadi al-Anezi assistiert. Dieses Team teilt er sich mit seinem Landsmann Ahmad al-Ali, welcher ebenfalls Partien bei dem Turnier leiten soll.